# Eleanor Janega
Eleanor Janega ist eine amerikanische Historikerin für mittelalterliche Geschichte, Autorin und Moderatorin. Sie lehrt als Gastdozentin an der London School of Economics and Political Science, Fachbereich Internationale Geschichte.

## Leben und Wirken
Janega begann ihr Studium der Geschichte an der Loyola University Chicago, wo sie 2004 den Bachelor of Arts erwarb. Sie setzte ihr Studium am University College London fort, wo sie in Mediävistik den Master of Arts erlangte und 2015 promovierte. Ihre Doktorarbeit befasst sich mit Jan Milíč von Kroměříže und seinem Verhältnis zu Kaiser Karl IV.
Janega ist spezialisiert auf Sozialgeschichte mit den Schwerpunkten Sexualität, Propaganda, apokalyptisches Denken, Urbanität und Kaisertum im Spätmittelalter und in der frühen Neuzeit, mit besonderem Augenmerk auf Böhmen und das Heilige Römische Reich.
Neben ihrer Arbeit an der London School of Economics and Political Science bietet Janega einen eigenständigen Online-Kurs über Geschlecht und Sexualität im Mittelalter an. Außerdem ist sie Co-Moderatorin der Dokumentarreihe „Going Medieval“ und des Podcasts „Gone Medieval“ des britischen Fernsehsenders History Hit Network. Zudem verfasst sie Artikel für populärwissenschaftliche Zeitschriften.

## Ausgewählte Schriften
- Die ideale Frau: Wie uns mittelalterliche Vorstellungen von Weiblichkeit noch heute prägen. Propryläen Verlag, Berlin, 2023, ISBN 978-3-549-10072-1 (Übersetzung von Karin Schuler). (Deutsche Ausgabe des folgenden Werkes).
- The Once and Future Sex: Going Medieval on Women’s Roles in Society. London: WW Norton. 2023. ISBN 978-0-393-86781-7
- The Middle Ages: A Graphic History.  Icon Books, London, 2021, ISBN 978-1-78578-591-7
- Suspect Women: Prostitution, Reputation, and Gossip in Fourteenth-Century Prague (PDF). In Mielke, Christopher; Znorovszky, Andrea-Bianka (Hrsg). Same bodies, different women: ‘other’ women in the middle ages and the early modern period. Budapest: Trivent, 2019, ISBN 978-615-81821-9-5
- Review zu: Daniela Rywiková, Speculum Mortis: The Image of Death in Late Medieval Bohemian Painting, in, Slavonic and East European Review, 99.1, 176–77 (2021).